# II-18/9

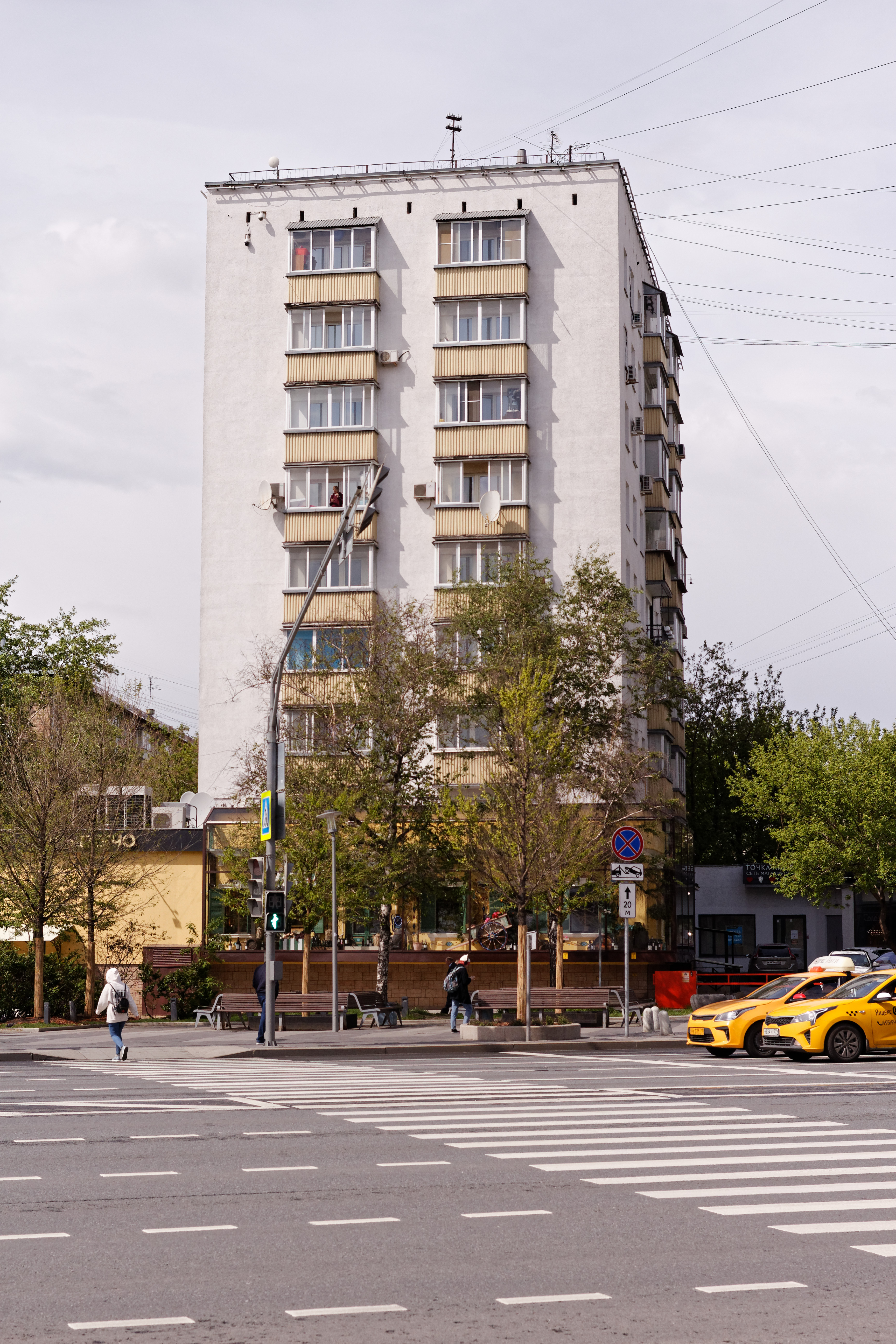
Hochhaus der Serie II-18/9 in Moskau

Bei der Serie II-18/9 handelt es sich um einen Typ von Wohngebäuden des industriellen Wohnungsbaus in der damaligen Sowjetunion, der Ende der 1950er Jahre entwickelt wurde. Die Gebäude haben eine Höhe von 8 bis 12 Stockwerken, wobei der ursprüngliche Entwurf neun Stockwerke hoch war – daraus leitet sich die 9 in der Typenbezeichnung ab. Typischerweise haben die Gebäude nur einen Eingang. Die von 1958 bis 1967 gebaute Serie gehört zu den ersten Typen von Hochhäusern des industriellen Wohnungsbaus, die in der Sowjetunion entwickelt wurden.

## Geschichte
Erstmalig wurden Häuser dieser Serie (II-18-01/08 МИБ - Serie II-18, 1. Modifikation, 8 Stockwerke) im 9. Wohngebiet von Neu-Cheryomushki in des sowjetischen Hauptstadt Moskau gebaut. Architekt des Stadtviertels war Georgi Pawlowitsch Pawlow. Die Gebäude dieses Typs wurden vorwiegend in Vierteln mit fünfgeschossigen Häusern errichtet. Umgangssprachlich erhielten sie den Namen „Turm“, da sie aufgrund ihrer Höhe die Wohngebiete zur damaligen Zeit dominierten. Abweichend vom ursprünglichen Entwurf variierte die Zahl der Stockwerke dabei zwischen acht und zwölf. Insgesamt wurden ungefähr 850 Häuser dieses Typs in der Sowjetunion gebaut.
Häuser dieses Typs sind vor allem in Moskau, Twer, Seweromorsk, Tscheljabinsk, Saratow und Ufa weit verbreitet, in den anderen Unionsrepubliken sind sie relativ selten.

## Charakteristik
Jedes Stockwerk ist in acht Wohnungen aufgeteilt. Dabei handelt es sich um 1- und 2-Zimmer-Wohnungen mit kombinierten Badezimmern und Sitzbadewannen und teilweise mit Balkonen (nur Wohnungen ab dem 3. Stockwerk). Die Einraumwohnungen haben eine Grundfläche von 30,6 m², die Zweiraumwohnungen von 36,6 m². Die Deckenhöhe liegt bei 2,5 m.
Grundsätzlich wurden die Häuser nur mit einem Eingang gebaut, in Moskau existieren jedoch einige wenige Häuser mit zwei und ein Haus mit drei Eingängen. Die Häuser haben je Eingang einen Fahrstuhl, dieser war ab einer Höhe von acht Geschossen in der Sowjetunion vorgeschrieben. Der Aufzugsschacht befindet sich an der Rückwand des Gebäudes, die dort vorhandenen Fenster können nicht genutzt werden. Neben dem Aufzug haben die Häuser auch einen Müllschlucker. Der Zugang zum Fahrstuhl und zum Müllschlucker ist jeweils um ein halbes Stockwerk versetzt. Die Installationen für Heizung, Kalt- und Warmwasser sind in Versorgungsschächten zusammengefasst.
Der Typ konnte sowohl in Ziegel-, als auch in Plattenbauweise errichtet werden. Die aus Ziegel gebauten Häuser haben eine größere Geschosshöhe, so dass ein achtgeschossiger Ziegelbau ungefähr genauso hoch ist wie ein neungeschossiger Plattenbau. Bei den Plattenbauten bestehen die Außenwände aus 400 mm, tragende Innenwände aus 390 mm starken Wänden aus Blähbeton, nichttragende Innenwände sind als 80 mm starke Gipskartonplatten ausgeführt. Die Geschossdecke ist eine 220 mm starke Hohlplatte, je nach Baujahr und Standort sind dabei Abweichungen möglich. Die Überdachung ist als Flachdach ausgebildet.
Der Typ war Grundlage für die Entwicklung der Serie II-18/12, bei der es sich um zwölfgeschossige Häuser mit zwei Aufzügen und getrennten Badezimmern handelt.
Die Einführung dieses Typs stellte unter den wirtschaftlichen Bedingungen der Sowjetunion zu Beginn der 1960er Jahre einen bedeutenden Fortschritt dar, insbesondere hinsichtlich des Komforts der Wohnung. In Bezug auf die Wohnraumgröße und die Wärme- und Schalldämmung entsprechen die Wohnungen jedoch nicht mehr heutigen Ansprüchen. Nachdem einige wenige Häuser dieses Typs abgerissen wurden, sollen die noch vorhandenen Gebäude in Moskau grundlegend saniert werden. Dabei wird eine moderne Doppelverglasung eingebaut. Die Balkone werden gedämmt, die Fassaden saniert und die Versorgungstechnik erneuert.

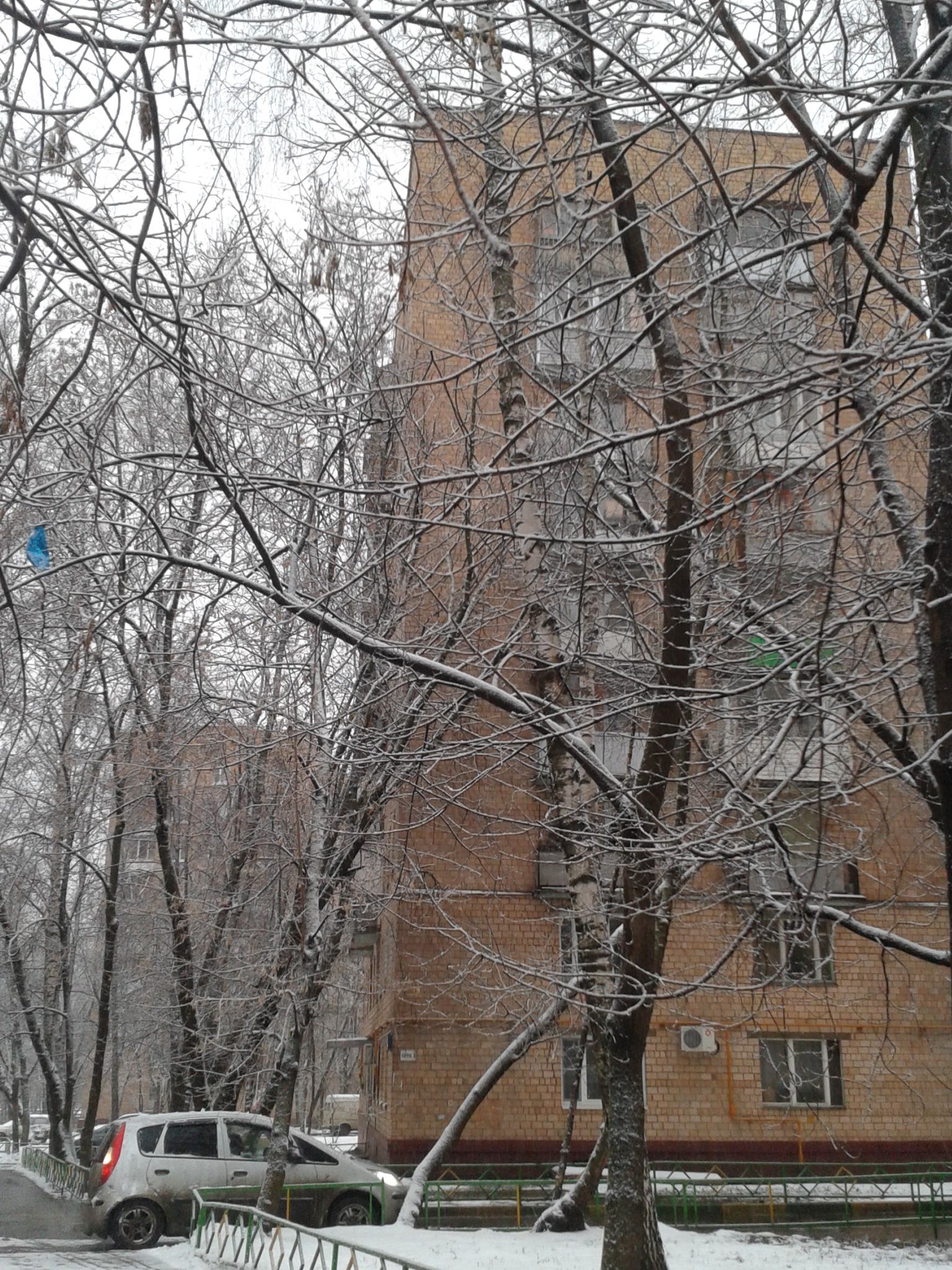
Ausführung in Ziegelbauweise
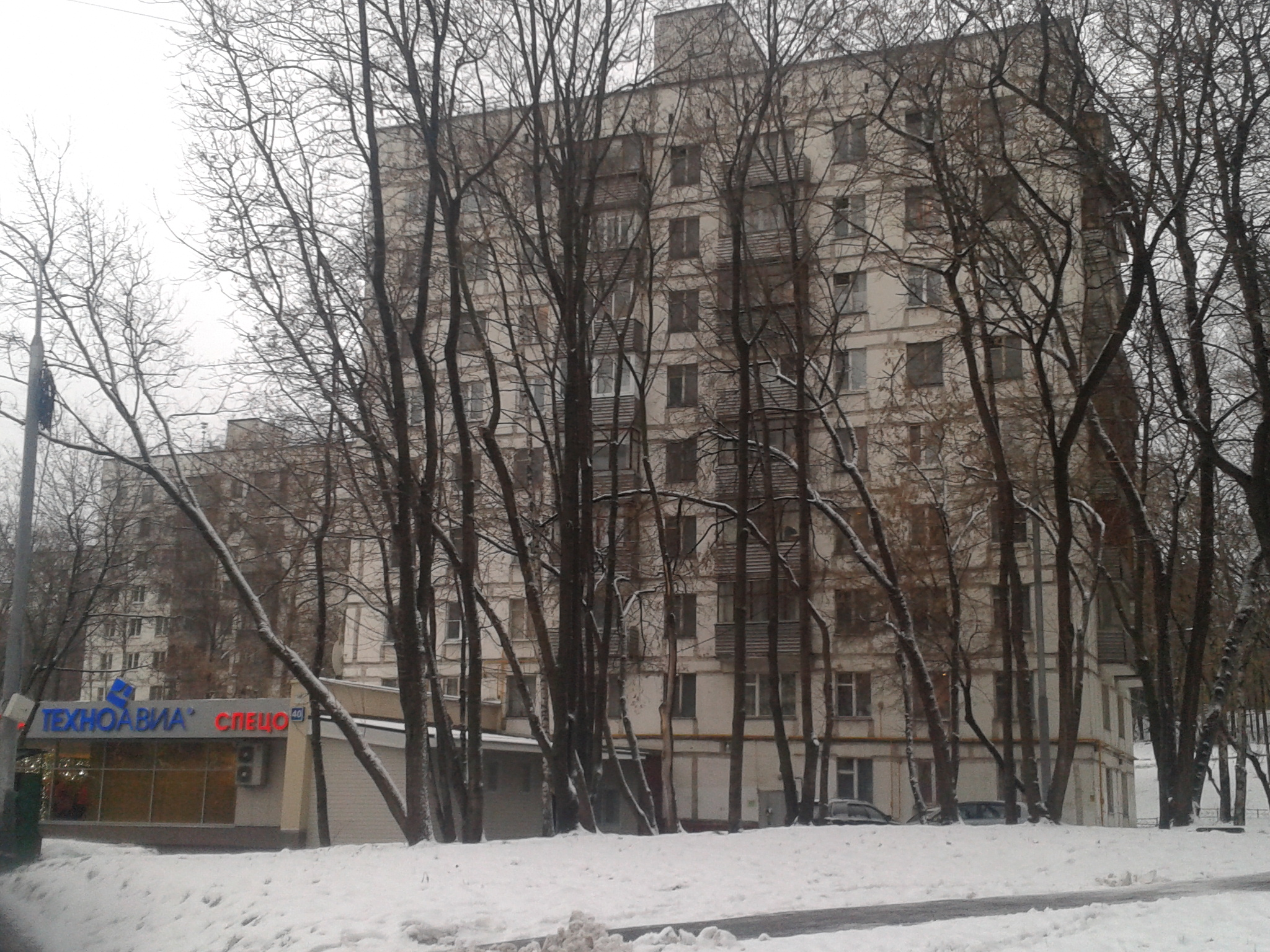
Ansicht von der Rückseite, Fahrstuhlschacht mit verblendeten Fenster zwischen den Balkonen
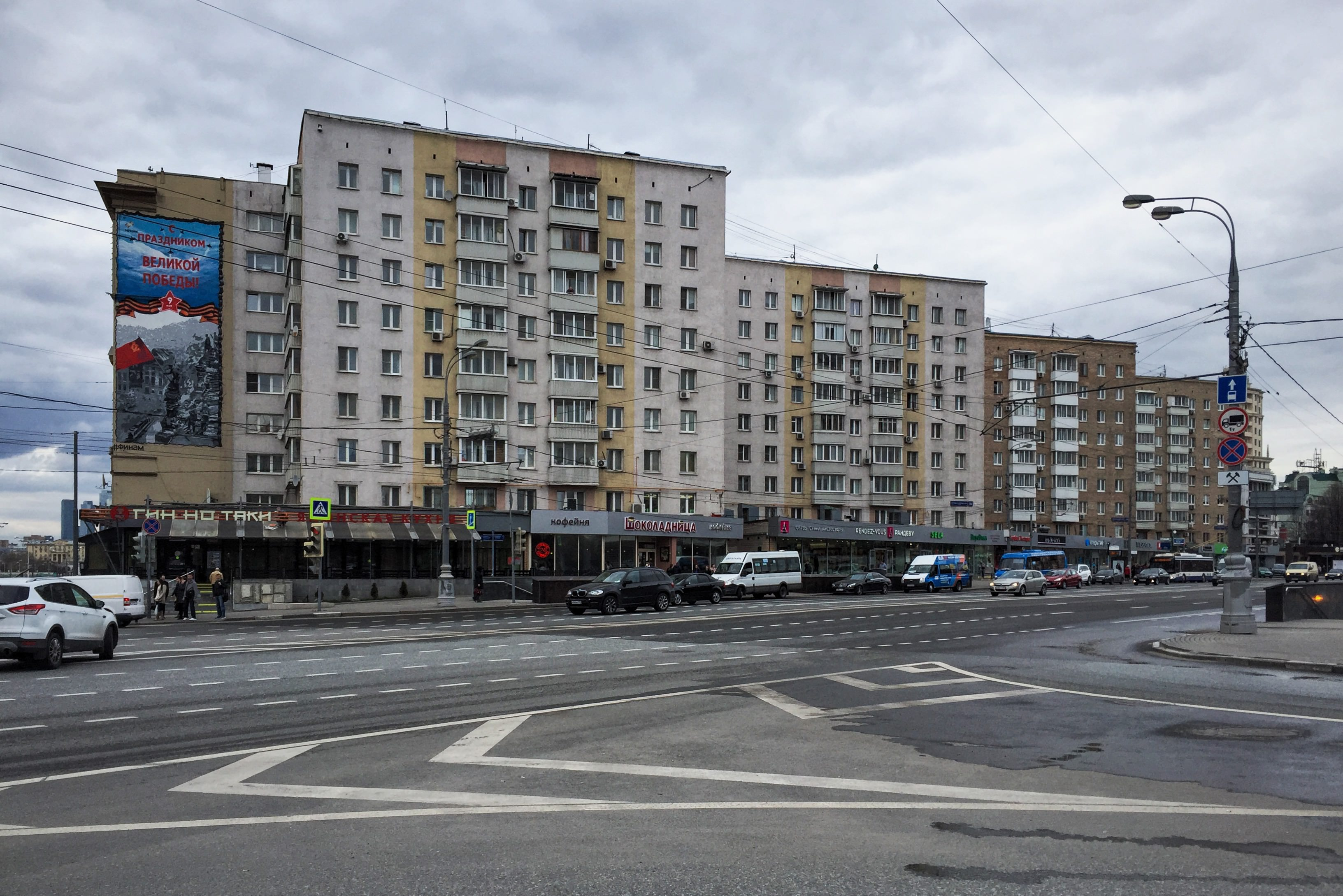
Zeile aus Häusern des Typs II-18
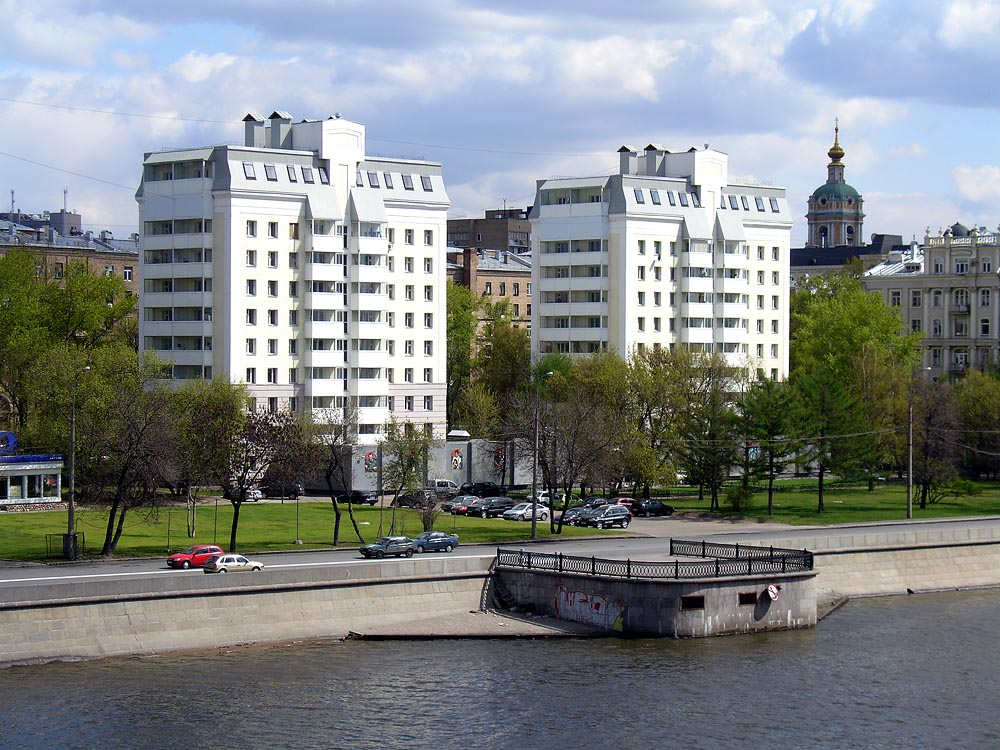
Modernisierte Häuser in Moskau